# Гора Замараева
Гора Замараева, гора с координатами 42°44,6′ северной широты, 44°04,0′ восточной долготы и высотой 3585 метров над уровнем моря.
Расположена в массиве Тепли Алагирского района Республики Северная Осетия-Алания.
Названа Распоряжением Правительства РФ от 7 июля 2018 года № 1395-р в честь спасателя Валерия Замараева, погибшего 3 сентября 2004 года при спасении людей в г. Беслан.
Тем же распоряжением, в честь спасателя Дмитрия Кормилина, погибшего вместе с Валерием Замараевым, была названа расположенная рядом гора Кормилина.

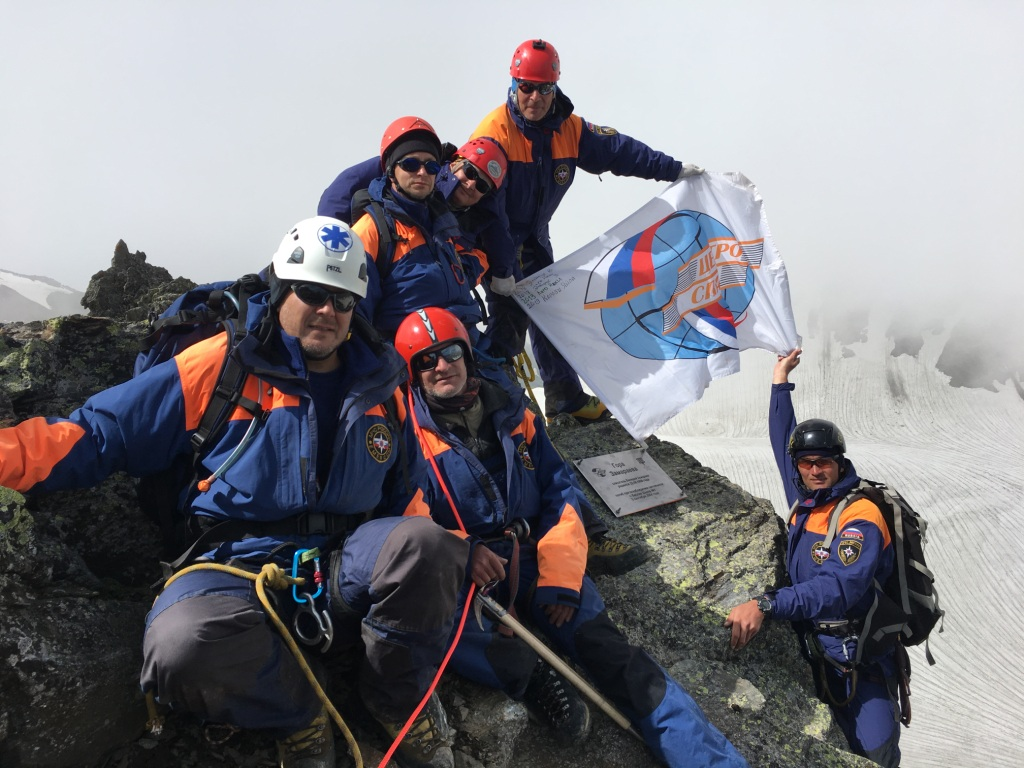
Спасатели отряда Центроспас и Северо-Осетинского поисково-спасательного отряда на вершине г. Замараева

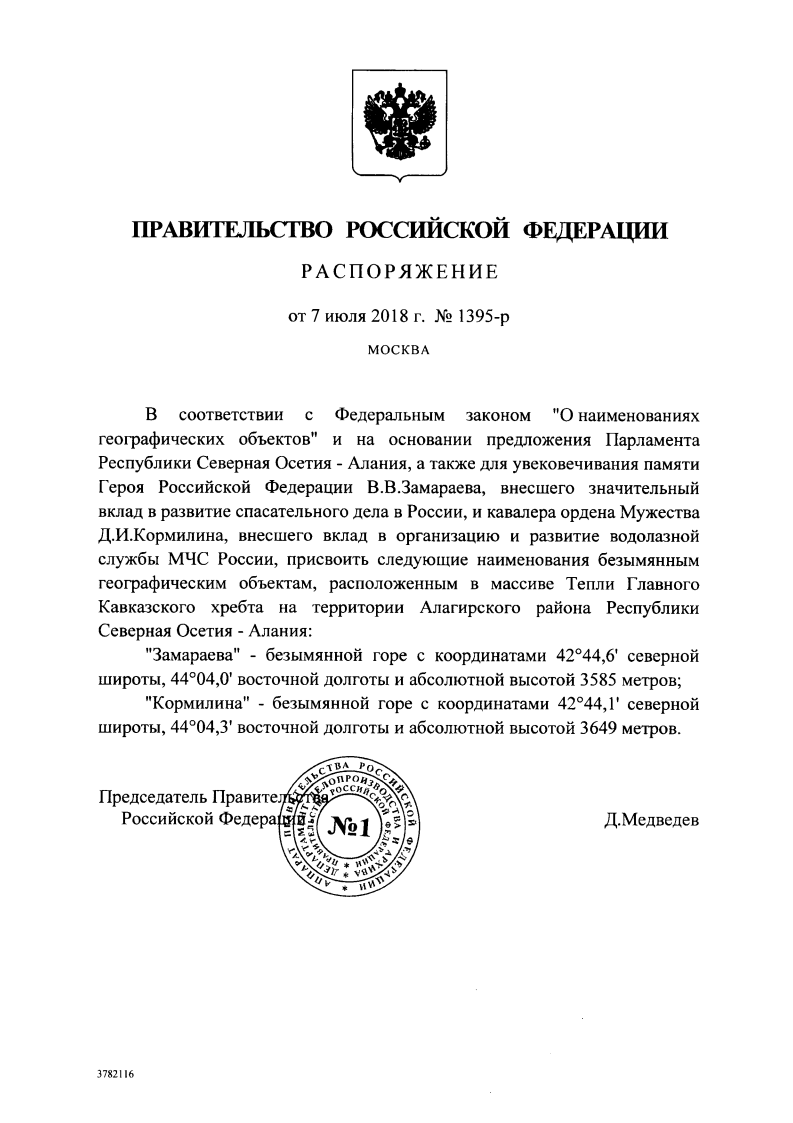
Распоряжение Правительства РФ о наименовании гор именами Кормилина и Замараева

Летом 2019 года Отряд Центроспас и Северо-Осетинский поисково-спасательный отряд совершили совместное восхождение на г. Кормилина. На вершине установлена памятная табличка. Маршруту по юго-западному гребню присвоена 1Б категория трудности.